# Rostbrun dyngbagge
Rostbrun dyngbagge (Eupleurus subterraneus) är en skalbaggsart som beskrevs av Carl von Linné 1758. I den svenska databasen Dyntaxa används istället namnet Aphodius rufus. Enligt Catalogue of Life ingår rostbrun dyngbagge i släktet Eupleurus och familjen Aphodiidae, men enligt Dyntaxa är tillhörigheten istället släktet Aphodius och familjen bladhorningar. Arten är reproducerande i Sverige. Utöver nominatformen finns också underarten E. s. krasnojarskicus.